# Johan Winrich von Delwig
Johan Winrich von Delwig, död 23 juni 1716 i Fredrikshald, var en svensk militär. Han var son till ryttmästaren Berend Reinhold von Delwig och bror till Bernhard Reinhold von Delwig.
I litteraturen förekommer ofta förvirrande uppgifter om Johan Winrich von Delwig, delvis genom sammanblandning med någon av hans sju andra bröder, som alla tjänstgjorde som svenska officerare under stora nordiska kriget. Johan Winrich von Delwig var fänrik vid von Buddenbrocks svenska regemente i Holland på 1690-talet. Han blev kapten vid Hans Henrik von Liewens livländska bataljon 6 december 1700. Han råkade dock i november 1701 i samband med ett fyllegräl dödligt såra löjtnanten Gustaf Petersen, rymde från armén och ströks ur rullorna. 1702-1703 tycks han ha vistats i Estland då flera blev till Wolmar Anton von Schlippenbach krävde att von Delwig skulle ställas inför rätta för att få ärendet avklarat. Sommaren 1703 var han även sjuk. Om hans vidare öden är inget känt förrän 1714, då han var överste vid H.A. von Barners regemente i holstein-gottorpsk tjänst. Genom konventionen i Stralsund överläts dess trupper i svensk tjänst, och gick med regementet över Elbe in i Mecklenburg. Under belägringen av Stralsund utmärkte sig von Delwig och belönades med generalmajors fullmakt. Vid utrymningen av Rügen i november 1715 hann von Delwig med sin styrka över till Stralsund. Sedan Karl XII lämnat staden 22 december, tog förhandlingarna om kapitulation fart, och von Delwig tog en framträdande del av dessa. I enlighet med bestämmelserna i kapitulationen 23 december sändes von Delwig till Sverige för att lämna rapport.
Sedan Johan Winrich von Delwig ankommit till kungen fick han stort inflytande hos honom under den närmaste tiden. I början av februari 1716 rekognoserade han tillsammans med Fredrik av Hessen utmed norska gränsen. När kungen infallit i Norge, skickade han Johan Winrich von Delwig att arrestera Christian Ludvig von Ascheberg, påskynda avsändandet av den göteborgska eskadern till Norge, slå brygga över Svinesund och sätta sig i spetsen för de trupper som var vid gränsen och följa med dessa över gränsen. Förgäves försökte von Delwig på vägen till Sverige att med 500 ryttare undsätta Melker Falkenberg vid Moss. Han gick sedan över Glommen vid Grönsund, besökte prins Fredrik och fullgjorde arresteringen av Ascheberg. Tillsammans med kungen kom von Delwig sedan till Svinesund, dit Libert Rosenstierna sänts mot Spånviksskansen, vilken nu kapitulerade inför von Delwigs hot om att storma den. Då von Delwig ansåg att man borde kunna inta Fredrikshalds fästning, startades ett företag för detta ändamål. Karl XII red från Torpum 22 juni 1716 och förenade sig vid Skoningsfossen med infanteri av flera regementen under von Delwig. Man gick över forsen och trängde in i staden, men en bomb från fästningen slog 23 juni ned i det hus, där Karl XII befann sig. Då kungen nu gick nedför gatan, slöt sig von Delwig till honom men dödades av en muskötkula. Hans lik bars in i en gård, där det hittades starkt förbränt nästa dag.
Henrik von Delwig som ansåg ha förlett kungen till det misslyckade anfallet, blev föremål för klander och misstänktes även ha velat offra kungens liv i företaget.